# Engel (сингл)
«Engel» (нім. «Янгол») — третій сингл групи «Rammstein» з другого альбому «Sehnsucht».

## Відеокліп
Цей кліп було знято в Гамбурзі, в клубі «Prinzenbar». Відео знято за мотивами фільму «Від заходу до світанку», тому що учасники «Rammstein» великі шанувальники Квентіна Тарантіно.

## Живе виконання
Пісню постійно виконували впродовж усього Sehnsucht туру. У перші місяці «Mutter»-туру пісня іноді була присутня в трек-листах концертів, а потім стала постійною аж до кінця туру. В «Reise, Reise»-турі пісню ніколи не виконували, а в «Liebe ist für alle da» турі поки ще виконували на всіх концертах. Було випущено видання для фанатів під назвою «Engel. Fan-Edition».

## Список треків
1. «Engel» — 4:23
2. «Sehnsucht» — 4:02
3. «Rammstein» (Eskimos & Egypt Radio Edit) — 3:41
4. «Rammstein» (Eskimos & Egypt Instrumental) — 3:27
5. «Rammstein» (Original) — 4:25

### Fan-Edition
1. «Engel» (Extended Version) — 4:34
2. «Feuerräder» (Live Demo Version 1994) — 4:47
3. «Wilder Wein» (Demo Version 1994) — 5:41
4. «Rammstein» (Eskimos & Egypt Instrumental Edit) — 3:27